# ماکراسیکا
ماکراسیکا (به لاتین: Makrasyka) یک منطقهٔ مسکونی در قبرس شمالی است که در ناحیه غازی ماغوسا واقع شده‌است.